# جزیره کولمان
جزیره کولمان جزیره‌ای پوشیده از یخ شامل چندین آتشفشان به هم چسبیده‌است که در دریای راس در جنوبگان قرار دارد. کاسه آتشفشانی کولمان به طول ۴٫۸ کیلومتر و ژرفای ۷۰۱ متر در جنوبی‌ترین نقطه این جزیره قرار گرفته‌است. این جزیره مکانی برای زندگی پنگوئن‌های امپراتور است. این جزیره در سال ۱۸۴۱ توسط سر جیمز کلارک راس کشف شد و به نام پدرزنش، توماس کولمان، نامگذاری شد.